# 千葉シーサイドバス
千葉シーサイドバス株式会社（ちばシーサイドバス）は、千葉県千葉地方で乗合バス事業を営む東洋バスグループのバス会社である。千葉県八千代市を中心に路線を展開する東洋バスにより、比較的輸送密度の低い幕張周辺の路線を担わせる子会社として2003年2月に設立された。

## 概要
本社は東洋バスと同じJR総武線幕張駅近くにある。営業所は本社と同じ場所に幕張営業所のみ存在する。主な路線は、JR幕張駅から八千代台駅、日立製作所、花島公園に向かう3路線であるが、乗客が多いのは花島公園線である。2004年より、JR幕張駅からJR総武線、京成千葉線をアンダークロスして海浜幕張駅までのルートが新設され、花島公園線を中心に直通運転がなされている。
乗車カードは、親会社の東洋バスと同様、バス共通カードは導入されなかったが、2020年3月15日よりPASMO、Suicaなどの全国相互利用サービスに対応した交通系ICカードが利用可能となった。

## 沿革

### 前史

#### 東洋バスによる路線の開設
千葉シーサイドバスの前身である、東洋バスによる幕張への路線が開設されたのは1948・49年ごろである。開設の目的は、大和田、高津新田、長作地区から国鉄駅への足を確保するというものであった。特に、長作地区、高津新田地区はそれまでバス路線が全くなく、鉄道駅に至る路線の需要があった。こうして、大和田駅〜成田街道〜高津新田〜武石〜三代王神社〜幕張駅というルートで開通した。この時点では八千代台駅が開設されていなかったので、その付近は直進しており、高津入口〜高津新田間は高津観音経由で運行していたものと考えられる。また、東習志野〜長作入口間は旧道経由（ショートカット、ただし、今の旧公民館経由らしい）であり、実籾駅は経由しなかった（のち、実籾駅経由を経由する便が現れ、さらに全便が経由するようになるが、それぞれの時期は不明）。
この路線は成田街道の部分を除き、ほとんどが東洋単独の運行であった。ただし、当時は高津入口〜実籾間にあまり家がなかったので、乗客は長作、武石以南に集中していたと思われる。また、終点の幕張駅の停留所は当初、駅の南出入口の目の前にあり、幕張営業所から幕張駅の間に役場前、局前、幕張駅入口（旧千葉街道上、今の幕張駅入口とは違う）の3停留所（それぞれ正確な停留所名が不明）があった。このうち、局前と幕張駅入口は京成（1970年頃に廃止）の海岸線の停留所でもあった。

#### 京成電鉄との競合
その後、1956年に八千代台駅が開設され、翌57年には京成により新しいバス路線（八千代台線）が開通した。当時の八千代台線は八千代台駅（西口）〜高津新田〜実籾駅〜長作新田〜畑〜京成千葉駅というルートである。また、大久保線（船橋駅・津田沼駅〜大久保方面）も1957年〜62年ころに実籾駅経由で八千代台駅まで延長された。こうして、これら京成の2線は東洋の既存路線の中間部分（八千代台駅〜東習志野・実籾三丁目）で重複することとなった。なお、京成電鉄が実籾駅付近にバスを走らせたのはこれが最初ではなく、それより少し前の1954年に畑線（船橋駅・津田沼駅〜三山入口〜実籾駅〜長作新田〜畑小学校〜京成千葉駅）が開通している。
1963年2月1日には日立製作所習志野工場が操業を開始した。東洋バスはこれを受け、同工場への通勤輸送を目的とした幕張駅〜実籾駅〜日立製作所線を開通した。一方、京成電鉄も、大久保線のさらなる支線（実籾線と呼ぶこともある）として実籾三叉路（東洋の停留所名は実籾交番前）から西に分岐し、日立製作所（現在の千葉シーサイドバス東習志野六丁目停留所と同じ）および鈴木金属を経由して、東習志野二丁目（現、東習志野八丁目）に至る路線を1963年11月1日に開通した。このように、この頃は、実籾駅〜八千代台・東習志野について（高津入口〜大和田駅もだが）東洋バスと京成バスが同程度の本数でバスを走らせていた。
しかし、そのバランスは長続きしなかった。1970年ごろに京成の船橋営業所が大久保線を抜本的に改変（三山車庫の新設および同停留所発着便の大幅な増加）し、船橋駅・津田沼駅〜八千代台駅への乗り入れは取りやめられた（実籾線は続行）。代替路線として、三山車庫〜実籾三叉路（実籾交番前）〜高津新田〜八千代台駅という路線が設けられ、船橋・津田沼・大久保からの乗客は三山車庫で乗り換えることとなった。
結局、この代替路線はほとんど利用者がなく、1980年頃に廃止された。同じ1980年頃に京成はルートの適正化およびワンマン化のために実籾駅の踏切を渡る路線を全廃することとし、実籾線の代替となる千葉三線八千代台発着便（現、東習志野線）として津田沼駅〜大久保四丁目〜東電前〜京成ガード際〜花見川団地〜八千代台駅を開通した。これにより、京成から日立製作所という名の停留所はなくなったが、東電前停留所がその代替を果たすことになった。それとほぼ同時に、それまで日鉄溶接で折り返していた大久保線を東習志野八丁目経由で八千代台駅西口まで延長した。千葉に向かう八千代台線は全便が千葉幼稚園経由にショートカットされるようになった。
このように、昭和40〜50年代に京成の路線はめまぐるしく変わっていったが、東洋バスの路線はほとんど変わらなかった。ほとんど変わらずに、京成が路線を変える過程で自然に独占化したということである。こうして、幕張側のローカル線である長作町線は安定した乗客数を保ち、八千代台に至る路線は乗客があまりなく、主として実籾以南に収入を頼るようになる。
なお、八千代側のルートについては幾度か変わっており、当初は大和田だったものが、八千代台駅に短縮されたり、グランド経由で大和田に至ったりもした。新川大橋が開通すると、飯盛台、市民会館経由で勝田台駅北口まで直通したこともある。ただし、いずれも運行上の都合であり、八千代台駅をまたいだ利用はほとんどなかったと思われる。

#### 幕張駅南口からの撤退と海浜幕張駅への乗り入れ
幕張駅南口を起点に路線を開設した東洋バスであったが、昭和40年代になると、総武本線・京成千葉線の踏切や狭隘な南口商店街を通過することが、運行の支障となってきていた。また、新道（現在の国道14号）の開通に伴う交通規制により、駅南側で大幅な迂回を強いられた時期もあった。こうしたことから、東洋バスは幕張発着路線の全てを南口から撤退させることとなり、以後しばらくは駅の北側のみで路線を運行していた。
その後、1985年頃に幕張海岸側の埋立地が利用され始め、京葉線も開通した。京葉線が開通する少し前から、京成電鉄が幕張本郷駅〜免許センター（中瀬線、現・新都心幕張線）を開通し、海浜幕張駅の開業後、同駅への乗り入れを行った。また、千葉海浜交通も本数は少ないものの、幕張駅入口〜海浜幕張駅線等を開通した。
一方、幕張駅前に本社があるにもかかわらず、東洋バスは当初この地域に乗り入れをしなかったが、1991年に長作町〜海浜幕張駅間の路線を開設し、6往復の運転を開始した。この路線は、幕張駅西側にあった開かずの踏切を避けるために、武石インター入口から京葉道路に入り、幕張インターまで行ったあと国道14号線に降り、幕張駅側に引き返して、海浜幕張駅に至るという経路であった。この経路では幕張駅の近傍は通らなくなるため、海浜交通の幕張駅入口に最も近いところにファミールハイツ停留所という独自の停留所を設けた。しかし、利用者は少なく、迂回経路の京葉道路が大渋滞すると、踏切経由に変わることがあるなど、実用的な路線ではなかった。
その後、1997年に千葉市美浜区打瀬に幕張ベイタウンができた。これにより、平和交通と京成電鉄が海浜幕張駅から、千葉海浜交通が稲毛海岸駅からのアクセス路線を新設したが、東洋バスも幕張駅からのアクセス路線として幕張駅入口〜ベイタウン循環線を新設した。ターミナルは千葉海浜交通の幕張駅入口を使用した。同時に、幕張駅入口〜海浜幕張駅線が開通したが、これは長作町〜海浜幕張駅線の区間便のような意味合いもあった。
しかし、これらの海浜幕張地区における路線はあまり認知されることがなく、2001年6月1日のダイヤ改正で長作町〜海浜幕張駅線、および幕張駅入口〜海浜幕張駅線は平日1往復程度になり、ベイタウン線は廃止された。こうして2003年の千葉シーサイドバスへの転換を迎えるのである。

### 千葉シーサイドバスの設立
千葉シーサイドバスが設立されたことで、車庫はゆりのき台から幕張に変更されたが、当初は東洋バスの頃と同じ運行を行っていた。その後、JR総武線における数少ない「開かずの踏切」として残っていた幕張駅西側第二木下街道踏切が、2004年7月28日に県道57号美浜長作町線幕張昆陽地下道に切り替えられたことで、JR幕張駅停留所から同地下道を通り海浜幕張駅まで至る路線が同年8月5日に開通した。これにより、千葉シーサイドバスはようやく海浜幕張駅への本格的な乗り入れを果たすことができ、幕張、武石地区の住民が同駅に容易に行くことができるようになった。
2006年7月1日の改正では、長作町線が花島公園まで延伸され、従来京成バスが独占して輸送にあたっていた花見川団地への乗り入れが開始された。また、同日には幕張本郷駅〜海浜幕張駅線なども開通し、幕張本郷駅にも乗り入れた。翌2007年7月1日には、海浜幕張駅発着便の一部がマリンスタジアムまで延長され、スタジアムや幕張メッセへのアクセスが容易となった。さらに、2009年5月1日には新道の開通に伴い、JR幕張駅〜花見川区役所間の運行が開始された。このように会社設立以後、積極的に路線網を拡張しているが、他社との競合区間も多く、京成バスのように重複路線を設けたり、運賃を値下げしたりするなどの対抗策を講じる事業者もある。最近では、企業送迎、ショッピングセンターの買い物バス受託など路線バス以外も強化を図っている。
また、これまでは駅前ロータリーが存在しなかったJR幕張駅でのバス発着は、当社営業所内にかつてはバス停が存在したが、2018年には駅北側に暫定ロータリーが設置された後、2023年8月1日からはJR幕張駅前にロータリーが新設され、駅舎からバスに直結して乗車できるようになった。

## 本社・営業所

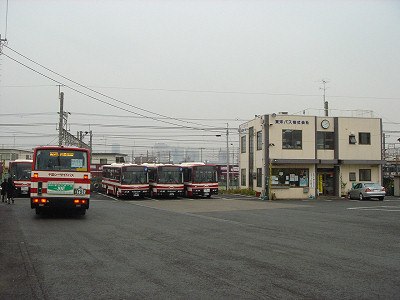
本社営業所（東洋バス本社と同じ）

千葉シーサイドバスの本社および営業所は、東洋バスと同じJR幕張駅北口の近く（千葉県千葉市花見川区幕張町）にある。車庫は営業所に併設されているもののほか、撤退したガソリンスタンドを改修した形で、自社給油所を兼ねた車庫が少し北の幕張町6丁目にもある。

## 路線

### 八千代台線
- 211：JR幕張駅→実籾駅→八千代台駅(幕張八千代台線)
- 212：八千代台駅～実籾駅～JR幕張駅～海浜幕張駅～ZOZOマリンスタジアム(マリンスタジアム八千代台線,休止)
- 214：海浜幕張駅→JR幕張駅→実籾駅→八千代台駅(海浜八千代台線、休止)
- 216：幕張メッセ中央→海浜幕張駅→JR幕張駅→実籾駅→八千代台駅(幕張メッセ中央八千代台線、休止)

東洋バス創業当時の路線の一つであり、幕張駅を発着する本線格の路線で、東洋バスの路線と唯一接続する路線である。
途中で京葉道路の武石インターと交差し、そこから実籾三丁目間の道路が渋滞する状況が長く続いている。さらに、そこから実籾駅付近は道路が狭隘である（このためワンマンの場合中型車でしか運行できない）のに加え踏切があるためにここも渋滞する（現在実籾駅付近の道路は拡幅された）。このため、これらの区間の定時性があまり良くない。また、比較的本数の多かった昔でも1時間に一本と運行頻度はあまり高くなく、実籾駅以北の住民には京成電鉄の本線と千葉線を使う方が利便性が高いと認識されているようである。このため、平成になってから徐々に本数が少なくなり、2019年6月現在平日夕方の八千代台駅行きのみの運行となっている。

### 日立製作所線
- 221：日立製作所～実籾駅～JR幕張駅(幕張日立線)
- 222：海浜幕張駅→JR幕張駅→実籾駅→日立製作所(海浜日立線、休止)
- 223：八千代台駅→日立製作所→実籾駅→JR幕張駅(幕張日立八千代台線)

この線は、八千代台線の途中の実籾交番前から西に分岐し、日立製作所習志野工場に至る路線である。開通日は不明であるが、習志野工場の操業開始は1963年2月であるので、その頃に同工場への通勤を目的として開通したと思われる。実籾駅との連絡も当然あるが、八千代台線と同様に幕張までつながっていることに意義があったようである。開通当時の状況は不明であるが、少なくとも1979年以降は朝夕のみの運行であり、現在もそれは変わっていない。今はJR幕張駅発着便だけであるが、一時期は実籾駅折返便が設けられたこともある。
この線の独自区間について言えば、実籾駅から歩いたとしても特段の不自由がないことや、京成の東習志野線で津田沼駅にも出られることから、昼間に運行する必要はないということらしい。また、ラッシュ時もそれほどの利用者がいない。そのようなことから、八千代台線と同時にこの線も減便が進められており、1999年11月16日の改正で気軽に乗車することが困難になっている。
2009年5月1日より、日立製作所を経由してJR幕張駅と八千代台駅を結ぶ便が運行を開始した。
2019年6月現在、221系統が平日朝2往復のみ、223系統が平日夕方1本のみの運行。

### 花島公園線
- 230：長作町～小谷津～JR幕張駅(幕張長作線)
- 231：長作町～小谷津～JR幕張駅～海浜幕張駅(海浜長作線)
- 232：花島公園～長作町～小谷津～JR幕張駅～海浜幕張駅(海浜花島公園線)
- 233：花島公園～長作町～小谷津～JR幕張駅(幕張花島公園線)
- 234：花島公園→長作町→小谷津→JR幕張駅→海浜幕張駅→ZOZOマリンスタジアム(マリンスタジアム花島公園線)
- 235：花島公園～長作町～橋戸～JR幕張駅～海浜幕張駅～ZOZOマリンスタジアム(マリンスタジアム花島公園線,休止)
- 236：花島公園～長作町～橋戸～JR幕張駅(幕張花島公園線)
- 239：花島公園→長作町→小谷津→JR幕張駅→海浜幕張駅→幕張メッセ中央(幕張メッセ中央花島公園線)

花島公園線は全線花見川区内を走る。15〜40分おきに走っており、千葉シーサイドバスの主力路線となっている。この線の原型である長作町線の開通時期は、長作小学校の記念誌によると1967年となっている。開通の背景には、弥生ヶ丘住宅地（現在の長作台）の入居が進み、ここから最寄の国鉄駅に至る路線の需要が生じたことがある。
独自区間の一部である長作入口〜長作小学校間は道が非常に狭い上に坂が多く、すでに昭和50年代から中型車の使用を余儀なくされている。なお、この区間は創業路線（幕張駅〜大和田駅）当時のルートの一部だったとの調査結果もある。また、長作町付近では県道船橋長沼線を走る。この区間はかつて京成バスの主幹ルートの一部であったが、今では京成の路線が全くなくなってしまい、東習志野とは逆に東洋が独占する結果となった。なお、その後、JR幕張駅〜海浜幕張駅線の開通に伴い、同線と直通し長作町〜JR幕張駅〜海浜幕張駅という運行をするものが多くなった。
2006年7月1日より長作町より先、花島公園まで延長された。当初、延長運行するのは日中のみで、平日、休日とも数本のみにとどまっていたが、2007年7月1日に抜本的なダイヤ改正があり、ほとんどの便が花島公園に至るようになった。これとともに、花見川団地内を中心に停留所が増設され、早朝深夜に前記の狭隘道路区間を避けるルートの橋戸経由便が新設されている。
2013年7月1日で朝2本のみ運行していた長作町止まりはJR幕張駅発から海浜幕張発に延長され、土曜・休日に2本のみ運行したQVCマリンフィールド発がなくなり、230と234はそれぞれ片方向のみとなったが、2015年4月18日にそれぞれ1本復活した。
2020年6月1日のダイヤ改正より、234、239系統は花島公園発のみの片方向1本のみの運行となった。

### 幕張線
- 242：海浜幕張駅→放送大学→幕張駅入口

この線の大部分の区間であるファミールハイツ〜海浜幕張駅間は、1991年に開通した長作町〜（京葉道路）〜放送大学〜海浜幕張駅線としての一部である。その6年後の1997年に幕張ベイタウンができた際に、当時千葉海浜交通のバス停であった幕張駅入口を始発としベイタウンとを結ぶベイタウン線（東洋）を新設した。その際に、この2路線の免許区間をつなげて海浜幕張駅に向かう便も幕張駅入口始発として設けたのがこの線である。この線ができる前から幕張駅入口〜海浜幕張駅間には千葉海浜交通が幕張線として路線を走らせていたが、これは幕張総合高校の通学路線のおまけのような路線で、時間帯が偏っている上に、学休日運休でもあった。東洋の路線は海浜と全く同じ区間を走っていたが、一応均等間隔（と言っても本数は少ない）で走り、利便性も高まった。
しかし、幕張駅入口停留所がJR駅から数百メートルも離れており、利用者は全く定着しなかった。わずか4年後の2001年にベイタウン線は廃止され、海浜幕張駅を発着する2路線も大幅に減便となった。その後、2004年8月にJR幕張駅停留所からイトーヨーカドー経由で海浜幕張駅に路線が新設されたことにより、この路線は存在意義を完全に失い、2004年12月のダイヤでは平日のみ海浜幕張駅→幕張駅入口に一本のみ設けられている。

### マリンスタジアム線

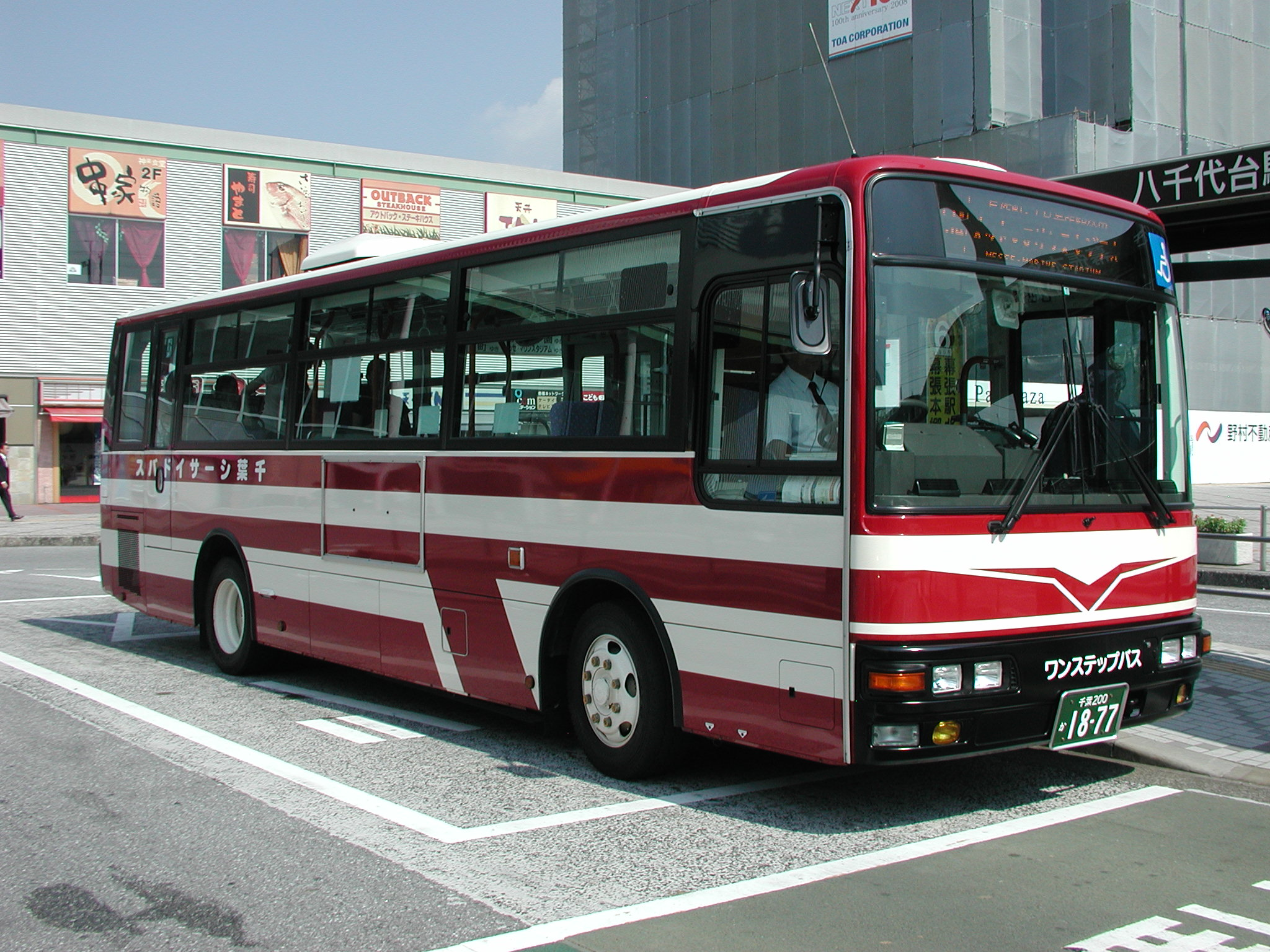
海浜幕張駅に乗り入れるワンステップ車

- 240：JR幕張駅～イトーヨーカドー～海浜幕張駅(幕張海浜線)
- 241：ZOZOマリンスタジアム→海浜幕張駅→イトーヨーカドー→JR幕張駅(マリンスタジアム幕張線)
- 243：JR幕張駅～イトーヨーカドー～海浜幕張駅～幕張メッセ中央(幕張メッセ中央海浜線,休止)
- 直通：マリンスタジアム→JR幕張駅

総武線における数少ない「開かずの踏切」として残っていた幕張駅西側第二木下街道踏切が、2004年7月28日に県道57号美浜長作町線幕張昆陽地下道に切り替えられたことをきっかけに、JR幕張駅停留所から同地下道を通り海浜幕張駅まで至る路線として、同年8月5日に開通したものである。多くの便がJR幕張駅より先、長作町または八千代台駅に至る（JR幕張駅〜三代王神社間は重複）。当初は30分間隔で運行していたが、2004年12月1日のダイヤ改正で早くも増便され、八千代台駅との直通便も増えている。また、この路線内では割引率の高い特別定期券を扱い、新規客の獲得に努めている。幕張駅北部から海浜幕張駅に行ける他、イトーヨーカドー幕張店に行けることも新たなメリットとして挙げられそうである。特に、イトーヨーカドー停留所はUR幕張四丁目団地や県営幕張住宅の最寄停留所も兼ねており、幕張駅や海浜幕張駅へのアクセスに一定の役割がある。
道路の構造上、JR幕張駅停留所と幕張昆陽地下道は、目と鼻の先にもかかわらず短絡的に行くことができず、三代王神社まで迂回しなければならない。それでも、JR線からすぐそばの停留所にて乗れるメリットは大きいと考えられる。なお、京成幕張駅との連絡には幕張四丁目バス停がある。
2007年7月1日の改正より、日中の便が海浜幕張駅を越えて千葉マリンスタジアム（ZOZOマリンスタジアム）まで延長運行されるようになった。これはJR幕張駅を挟んでの直通便も同様である。ただし、ZOZOマリンスタジアム行は年末年始では、海浜幕張駅〜ZOZOマリンスタジアム間で部分運休になり、毎年8月第1土曜日に開催される幕張ビーチ花火フェスタ(千葉市民花火大会)では幕張メッセ東口〜ZOZOマリンスタジアム間で部分運休になる。
2020年6月1日のダイヤ改正より、241系統はZOZOマリンスタジアム発の片方向1本のみ運行、243系統は運行休止となった。

### 幕張本郷線

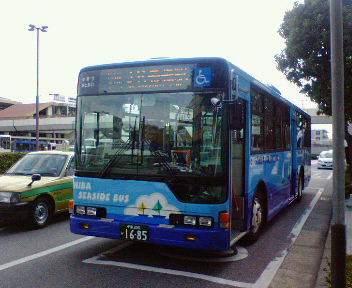
幕張本郷駅に乗り入れる新塗色車

- 260：海浜幕張駅→幕張本郷駅(本郷海浜線)
- 261：幕張本郷駅～海浜幕張駅～マリンスタジアム(マリンスタジアム幕張本郷線,廃止)
- 270：幕張本郷駅→JR幕張駅(本郷幕張線)

2006年7月1日より運行を開始した路線で、路線の北側では千葉街道の旧道を走る。幕張本郷駅〜海浜幕張駅間は、平和交通も同一ルートで路線を有している。
従来のシーサイドバスのイメージを一新するような、海岸のイラストが描かれた青い新塗装車が運用に当てられている。この車両は大型車で、ワンステップ車・ノンステップ車のいずれかが使われる。幕張本郷駅〜海浜幕張駅を結ぶ路線としては、他に京成バスの新都心幕張線があるが、同線に比べ運賃が低く抑えられており、この車体には側面上部に「幕張本郷駅-イトーヨーカドー経由160円-海浜幕張駅」と大きく表記してこれをPRしている（現在は表記はされていない）。
しかし、2011年5月1日のダイヤ改正により大幅に減回となり、海浜幕張駅→幕張本郷駅間が平日片道1本、その入庫便となる幕張本郷駅→JR幕張駅間も同様に平日片道1本の運行へと縮小され、運用の関係上車両も大型車から中型車に変更している。

### 花見川区役所線
- 290：花見川区役所～JR幕張駅～海浜幕張駅～ZOZOマリンスタジアム(マリンスタジアム花見川区役所線,休止)
- 291：花見川区役所～JR幕張駅～海浜幕張駅(海浜幕張花見川区役所線)
- 292：花見川区役所～JR幕張駅(幕張花見川区役所線)
- 293：幕張メッセ中央→海浜幕張駅→JR幕張駅→花見川区役所(幕張メッセ中央花見川区役所線)

JR幕張駅から新しく開通した瑞穂橋を渡って、花見川区役所に至る路線で、2009年5月1日に開業した。区役所まで最短ルートをとるのではなく、東大総合運動場側に迂回し瑞穂の杜を経由する。花見川によって分断されていた幕張地区と花見川区役所を結ぶ唯一の交通手段であり、開通にあたって千葉市のホームページでも告知された。一部の便は海浜幕張駅まで直通する。
この路線の開通に際し、競合する京成バスの瑞穂の杜線、検見川線、花見川南線は、新検見川駅と花見川区役所及び区役所入口の間で運賃の値下げを実施した。
2020年6月1日のダイヤ改正より、293系統は幕張メッセ中央発の片方向1本のみ運行、290系統は運行休止となった。

## 車両

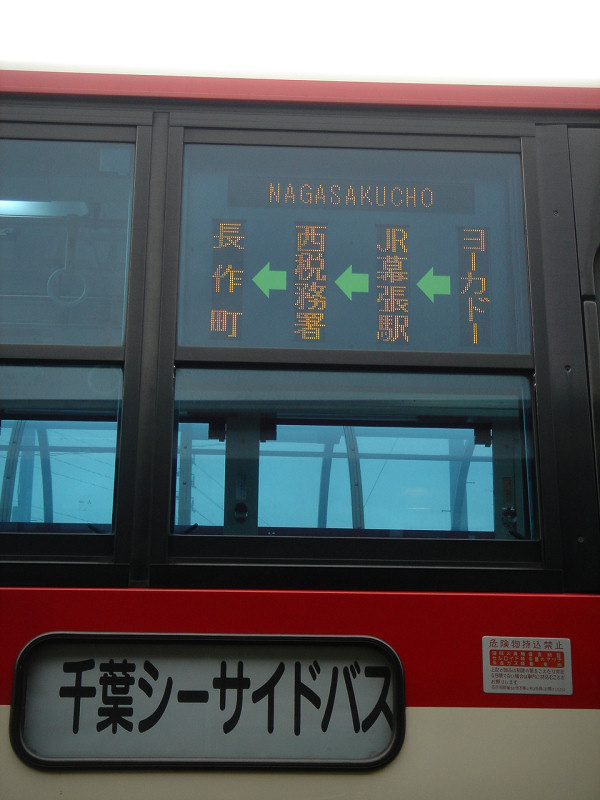
側面行先表示器。全車がLED化改造され、前後扉車の側面の小型幕は「千葉シーサイドバス」で固定表示

所有する車両は、東洋バスからの転入車であり、開設当初から三菱ふそうが大多数を収る。路線に狭隘な道路が多いため、ほとんどが中型車であるほか、2006年に新設された幕張本郷線にて投入された大型車6台(KL-台車1台、PJ-台車2台、PKG-台車3台。うちKL-台車とPKG-台車1台は東洋バスからの移籍車)も在籍している。一部では車体の全面広告（いわゆるラッピングバス）も見られる。また2006年度に入り、KC-台の車両について行先表示器をLEDパネル化する工事が行われ、U-台車の淘汰と合わせて、全車とも完了している。また、放送装置がテープ式から音声合成式へ置き換えられている。ZOZOマリンスタジアムへの乗り入れに伴って、東洋バスより中型ワンステップ車両(PA-台車)が数台転入した。なおノンステップバスは数台ある以外はすべてワンステップバスである。
新習志野駅からは住商グローバル・ロジスティクスへの送迎輸送も行っている。この輸送は2014年からであり、以前は平和交通が行っていた。